# Ісікава Тойонобу
Ісікава Тойонобу (яп. 石川 豊信, 1711 — 1 липня 1785) — японський художник періоду Едо.

## Життєпис
Вважається, що походив з самурайського роду. народився у 1711 році. Навчався малюванню у Нісімура Сіґенаґи. Часто його асоціюють з художником під псевдонімами Нісімура Магасабуро і Нісімура Сігенобу. З 1747 року відомий під ім'ям Ісікава Тойонобу.
В середині 1760-х років Ісікава Тоёнобу успадкував готель на околиці Едо від свого тестя Нукуя Сітіхея і поступово перестав зовсім займатися живописом. Помер у 1785 році. Його учнем був Ісікава Тойомаса, якого низка дослідників вважає сином Тойонобу.

## Творчість
Створив безліч монохромних «лакових картинок» (урусі-е), що відображають вплив Окумура Масанобу. Віддавав перевагу яскравим кольорам, переважно червоному або пурпуровому і зелено-блакитному в техніці бенідзурі-е (пурпурові відтиски).
Більшість з них були в жанрах якуся-е (зображення акторів) і бідзінга (зображення красунь), зокрема гейш. Серед улюблених сюжетів є зображення жінок у вільних одязі, з частково оголеними постатями. Вони представляють жінок з відкритою верхньою половиною кімоно і опущеними, щоб розкрити їх груди, прагнули бути нав'язливими і еротичними